# 因幡田作
因幡 田作（いなば の たつくり、生没年不詳 ）は、奈良時代の人物。官位は奉写一切経司主典・因幡国造・従七位上。

## 経歴
因幡国造氏の一族で、因幡国造浄成女同様、因幡国高草郡（鳥取市中・西部一帯）の出身と思われる。
初見は北厨坊という施設の宿直を務めた下級官人の一人として、聖武朝の天平15年から20年頃（743年から748年）のものと推測される、平城京東二坊坊間大路西側溝出土の木簡に登場している。以後、淳仁朝の天平宝字5年（761年）、東大寺奉写一切経所校生として出仕、同7年（763年）から8年（764年）にかけて乾政官史生として、奉写御執経所へ出仕している。称徳朝の神護景雲3年（769年）3月、奉写一切経司主典、従七位上とあるが、同年6月にも主典・従八位上と記されている。恐らくこれは誤りだろうと思われる。宝亀2年（771年）閏3月も同じく、主典、従七位上である。これを最後に記録から消えるため、死亡したか、郡司となるべく帰国したものと思われる。

## 官歴
『大日本古文書』による
- 天平宝字5年（761年）：見東大寺奉写一切経所校生
- 天平宝字7年（763年）から8年（764年）：見乾政官史生、奉写御執経所出仕
- 神護景雲3年（769年）3月：見従七位上・奉写一切経司主典
- 宝亀2年（771年）閏3月：見従七位上・奉写一切経司主典